# 托馬斯·L·休斯

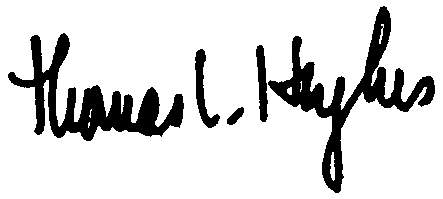
托马斯·L·休斯的签名

托馬斯·L·休斯（英語：Thomas L. Hughes，1925年12月11日—2023年1月2日），是一位美國政府官員，在約翰·甘迺迪和林登·詹森政府時期曾擔任國務院情報研究局助理國務卿。自1971年起，他擔任卡內基國際和平基金會主席。在1955年至1958年期間，他還擔任明尼蘇達州參議員休伯特·漢弗萊（Hubert Humphrey）的顧問。

## 生平
1925年12月11日出生於明尼蘇達州曼凱托，曾就讀於明尼蘇達州卡爾頓學院、牛津大學（作為羅德學者）和耶魯大學法學院，於1952年畢業。
在擔任情報研究局助理國務卿期間，他在1967年自由號事件發生5天後向副國務卿尼古拉斯·卡岑巴赫發送了一份備忘錄：“在六次掃射中，值得注意的是，沒有一名飛機飛行員認出這艘船是美國的。魚雷艇攻擊是在空襲後約20分鐘進行的。如果當時進行了適當的空中識別，地面攻擊本來可以被取消。在攻擊和發射第一枚魚雷之間的兩分鐘內，自由號船員能夠識別並記錄其中一艘小型快速移動魚雷艇的船體編號，但以色列艇指揮官顯然未能識別出該魚雷艇的編號。更大、更容易識別的自由號（重11,000噸，長455英尺，船體上有大量識別號）。”
他還寫道，記錄指出“攻擊者對於目標是否他後來說，“我們非常確信以色列人知道他們在做什麼。很難得出任何其他結論。”
休斯於2023年1月2日在華盛頓特區去世，享年97歲。